# Solanum chilliasense
Solanum chilliasense là một loài cà là loài đặc hữu của Ecuador.